# De Haar-Tisten
De Haar-Tisten is het achtste stripverhaal van De Kiekeboes. De reeks wordt getekend door striptekenaar Merho.

## Verhaal
Op weg naar zijn werk is Kiekeboe getuige van een politieachtervolging. Twee zwaar behaarde politieagenten arresteren met behulp van Kiekeboe een vluchtende man. Kiekeboe wordt hierop gevraagd mee naar het politiebureau te gaan om een getuigenverklaring af te leggen. Inmiddels koopt Charlotte een haargroeimiddel, "Krollhemboll", van een aantal communeleden genaamd de "Haar-Tisten". Later blijkt Kiekeboe ontvoerd te zijn. Het spoor leidt naar Brussel...

## Achtergrond
In strook 7 maken Joeksel en Froefroe Van der Neffe hun debuut, Carmella Van der Neffe volgt in strook 8. In strook 17 maakt Inspecteur Sapperdeboere zijn debuut. In strook 11 is er een cameo voor Philemon Persez uit de populaire tv-serie De Collega's.

## Uitgavegeschiedenis
Het verhaal werd van 6 maart tot en met 21 juni 1979 voorgepubliceerd in de krant Het Laatste Nieuws.